# Ruxandra Dragomir
Ruxandra Dragomir, nota dal 2001 anche come Ruxandra Dragomir Ilie in seguito al matrimonio (Pitești, 24 novembre 1972), è un'ex tennista rumena.

## Biografia
Professionista dal 1990, in carriera ha vinto quattro titoli in singolare nel biennio 1996-97 riuscendo a scalare la classifica mondiale fino alla quindicesima posizione nell'agosto 1997. Durante la Citizen Cup 1997 ha raggiunto la finale sia del singolare che nel doppio uscendone tuttavia sconfitta in entrambe le occasioni, nel doppio femminile ha conquistato cinque titoli in carriera con altrettante partner diverse. Ha rappresentato la Romania in Fed Cup vincendo trenta incontri su quarantasette sfide, ha partecipato inoltre a due edizioni dei Giochi olimpici venendo eliminata sempre all'esordio
Dopo il ritiro dalle competizioni avvenuto nel 2005 è rimasta nel mondo tennistico, è stata presidente della Romania Tennis Federation dal 2009 al 2013. Il figlio Filip Ilie è un calciatore professionista che milita nell'Unirea Slobozia squadra nella massima serie rumena.

## Statistiche

### Singolare

#### Vittorie (4)
| Legenda: Prima del 2009 |
| ----------------------- |
| Grande Slam             |
| Ori Olimpici            |
| WTA Championships       |
| Tier I                  |
| Tier II                 |
| Tier III (1)            |
| Tier IV (3)             |
| Tier V                  |

| Numero | Anno | Torneo                         | Superficie  | Avversaria in finale | Punteggio     |
| 1.     | 1996 | Hungarian Grand Prix, Budapest | Terra rossa | Melanie Schnell      | 7–6(6), 6–1   |
| 2.     | 1996 | Pupp Czech Open, Karlovy Vary  | Terra rossa | Patty Schnyder       | 6–2, 3–6, 6–4 |
| 3.     | 1996 | Pattaya Women's Open, Pattaya  | Cemento     | Tamarine Tanasugarn  | 7–6(4), 6–4   |
| 4.     | 1997 | Rosmalen Open, Rosmalen        | Erba        | Miriam Oremans       | 5–7, 6–2, 6–4 |

#### Finali perse (4)
| Numero | Anno | Torneo                                     | Superficie  | Avversaria in finale | Punteggio     |
| 1.     | 1995 | WTA Austrian Open, Maria Lankowitz         | Terra rossa | Judith Wiesner       | 6(4)–7, 3–6   |
| 2.     | 1997 | Hamburg European Open, Amburgo             | Terra rossa | Iva Majoli           | 3–6, 2–6      |
| 3.     | 1999 | Amelia Island Championships, Amelia Island | Terra rossa | Monica Seles         | 2–6, 3–6      |
| 4.     | 2000 | Rosmalen Open, Rosmalen                    | Erba        | Martina Hingis       | 2–6, 0–3 rit. |

### Doppio

#### Vittorie (5)
| Legenda: Prima del 2009 |
| ----------------------- |
| Grande Slam             |
| Ori Olimpici            |
| WTA Championships       |
| Tier I                  |
| Tier II                 |
| Tier III (2)            |
| Tier IV (3)             |
| Tier V                  |

| Numero | Anno | Torneo                                        | Superficie  | Compagna           | Avversarie in finale                | Punteggio           |
| 1.     | 1994 | Internazionali Femminili di Palermo, Palermo  | Terra rossa | Laura Garrone      | Alice Canepa Giulia Casoni          | 6–1, 6–0            |
| 2.     | 1995 | British Hard Court Championships, Bournemouth | Terra rossa | Mariaan de Swardt  | Kerry-Anne Guse Patricia Hy-Boulais | 6–3, 7–5            |
| 3.     | 1997 | I. ČLTK Prague Open, Praga                    | Terra rossa | Karina Habšudová   | Eva Martincová Helena Vildová       | 6–1, 5–7, 6–2       |
| 4.     | 1997 | Warsaw Open, Varsavia                         | Terra rossa | Inés Gorrochategui | Catherine Barclay Meike Babel       | 6–4, 6–0            |
| 5.     | 2001 | Ordina Open, Rosmalen                         | Erba        | Nadia Petrova      | Kim Clijsters Miriam Oremans        | 7–6(5), 6(5)–7, 6–4 |

#### Finali perse (5)
| Numero | Anno | Torneo                                       | Superficie  | Compagna               | Avversarie in finale               | Punteggio        |
| 1.     | 1997 | Australian Women's Hardcourt, Gold Coast     | Cemento     | Silvia Farina          | Naoko Kijimuta Nana Miyagi         | 7–6, 6–1         |
| 2.     | 1997 | Hamburg European Open, Amburgo               | Terra rossa | Iva Majoli             | Anke Huber Mary Pierce             | 6–4, 6(1)–7, 2–6 |
| 3.     | 2000 | Internazionali Femminili di Palermo, Palermo | Terra rossa | Virginia Ruano Pascual | Silvia Farina Elia Rita Grande     | 4–6, 6–0, 6(6)–7 |
| 4.     | 2001 | Hobart International, Hobart                 | Cemento     | Virginia Ruano Pascual | Elena Likhovtseva Cara Black       | 4–6, 1–6         |
| 5.     | 2001 | French Community Championships, Knokke-Heist | Terra rossa | Andreea Ehritt-Vanc    | Virginia Ruano Pascual Magüi Serna | 4–6, 3–6         |

### Risultati in progressione
| Sigla | Risultato               |
| ----- | ----------------------- |
| V     | Vincitore               |
| F     | Finalista               |
| SF    | Semifinalista           |
| O     | Oro olimpico            |
| A     | Argento olimpico        |
| SF    | Bronzo olimpico         |
| QF    | Quarti di Finale        |
| 4T    | Quarto turno            |
| 3T    | Terzo turno             |
| 2T    | Secondo turno           |
| 1T    | Primo turno             |
| RR    | Round Robin             |
| LQ    | Turno di qualificazione |
| A     | Assente                 |
| ND    | Non disputato           |

| Legenda superfici    |
| -------------------- |
| Cemento              |
| Terra battuta        |
| Erba                 |
| Superficie variabile |

#### Singolare nei tornei del Grande Slam
| Torneo          | 1993 | 1994 | 1995 | 1996 | 1997 | 1998 | 1999 | 2000 | 2001 | 2002 | 2003 | 2004 | 2005 |
| --------------- | ---- | ---- | ---- | ---- | ---- | ---- | ---- | ---- | ---- | ---- | ---- | ---- | ---- |
| Australian Open | A    | 1T   | 2T   | 2T   | 4T   | 4T   | 3T   | 3T   | 3T   | A    | A    | 1T   | A    |
| Open di Francia | 4T   | 4T   | 4T   | 2T   | QF   | 3T   | 4T   | 4T   | 1T   | A    | A    | A    | A    |
| Wimbledon       | 2T   | 2T   | 1T   | 3T   | 1T   | 1T   | 2T   | 1T   | 1T   | A    | A    | A    | A    |
| US Open         | 1T   | 2T   | 1T   | 1T   | 1T   | 1T   | 2T   | 2T   | A    | A    | A    | A    | A    |

#### Doppio nei tornei del Grande Slam
| Torneo          | 1993 | 1994 | 1995 | 1996 | 1997 | 1998 | 1999 | 2000 | 2001 | 2002 | 2003 | 2004 | 2005 |
| --------------- | ---- | ---- | ---- | ---- | ---- | ---- | ---- | ---- | ---- | ---- | ---- | ---- | ---- |
| Australian Open | A    | 2T   | 1T   | 1T   | 3T   | 3T   | 3T   | 2T   | 1T   | A    | A    | A    | A    |
| Open di Francia | A    | 1T   | 1T   | 1T   | 3T   | 1T   | 2T   | 2T   | 2T   | A    | A    | A    | A    |
| Wimbledon       | A    | 1T   | 1T   | 2T   | 1T   | 1T   | 1T   | 2T   | 1T   | A    | 2T   | A    | A    |
| US Open         | 1T   | 1T   | 1T   | 2T   | QF   | 3T   | 2T   | 1T   | A    | A    | A    | A    | A    |

#### Doppio misto nei tornei del Grande Slam
| Torneo          | 1993 | 1994 | 1995 | 1996 | 1997 | 1998 | 1999 | 2000 | 2001 | 2002 | 2003 | 2004 | 2005 |
| --------------- | ---- | ---- | ---- | ---- | ---- | ---- | ---- | ---- | ---- | ---- | ---- | ---- | ---- |
| Australian Open | A    | A    | A    | A    | A    | 1T   | A    | A    | A    | A    | A    | A    | A    |
| Open di Francia | A    | A    | A    | A    | 3T   | A    | A    | A    | A    | A    | A    | A    | A    |
| Wimbledon       | A    | A    | A    | A    | QF   | A    | A    | A    | A    | A    | A    | A    | A    |
| US Open         | A    | A    | A    | A    | 1T   | A    | A    | A    | A    | A    | A    | A    | A    |

## Vittorie contro giocatrici Top 10
| Stagione | 1997 | 1998 | 1999 | 2000 | Totale |
| -------- | ---- | ---- | ---- | ---- | ------ |
| Vittorie | 1    | 1    | 3    | 1    | 6      |

| #    | Giocatrice       | Ranking | Evento                            | Superficie  | Turno | Punteggio     | Rank. RDR |
| ---- | ---------------- | ------- | --------------------------------- | ----------- | ----- | ------------- | --------- |
| 1997 |                  |         |                                   |             |       |               |           |
| 1.   | Iva Majoli       | 9       | Internazionali d'Italia, Roma     | Terra rossa | 3T    | 4–6, 6–4, 6–3 | 19        |
| 1998 |                  |         |                                   |             |       |               |           |
| 2.   | Amanda Coetzer   | 4       | Internazionali d'Italia, Roma     | Terra rossa | 2T    | 6–2, 6–2      | 24        |
| 1999 |                  |         |                                   |             |       |               |           |
| 3.   | Jana Novotná (1) | 4       | WTA German Open, Berlino          | Terra rossa | 2T    | 7–6(4), 6–2   | 36        |
| 4.   | Amélie Mauresmo  | 10      | WTA German Open, Berlino          | Terra rossa | 3T    | 6–2, 7–5      | 36        |
| 5.   | Jana Novotná (2) | 9       | Pilot Pen Tennis, New Haven       | Cemento     | 2T    | 7–6(5), 6–0   | 28        |
| 2000 |                  |         |                                   |             |       |               |           |
| 6.   | Sandrine Testud  | 10      | Heineken Trophy, 's-Hertogenbosch | Erba        | QF    | 2–6, 6–4, 6–4 | 33        |